# Daisetz Teitaro Suzuki
Pour les articles homonymes, voir Suzuki (homonymie).
Daisetz Teitaro Suzuki (18 octobre 1870, Kanazawa, Japon – 22 juillet 1966 ; translittération standard : Suzuki Daisetsu (鈴木大拙)) est un érudit et penseur à qui l'on doit de nombreux ouvrages et articles sur le bouddhisme et sur le zen, qui ont joué un rôle important dans l'intérêt porté au zen en Occident, en particulier les Essais sur le bouddhisme zen qui ont largement contribué à faire connaître le zen, à côté du livre du philosophe Eugen Herrigel, le Zen dans l'art chevaleresque du tir à l'arc (1948), dont Suzuki rédigea la préface de la traduction en anglais en 1953.

## Biographie
Il fut un ami du philosophe Kitarō Nishida.
Suzuki est aussi un traducteur prolifique du chinois, japonais et de la littérature sanskrite. Suzuki a passé plusieurs longues périodes d'enseignement et donné de nombreuses conférences dans des universités occidentales. Il a enseigné durant plusieurs années à l'université bouddhiste Otani, à Kyoto.

### Débuts
Cette section ne s'appuie pas, ou pas assez, sur des sources secondaires ou tertiaires indépendantes du sujet.

Pour l'améliorer, ajoutez-en, ou placez des modèles {{Source secondaire souhaitée}} ou {{Source secondaire nécessaire}} sur les passages mal sourcés. (octobre 2022)
D. T. Suzuki (Teitaro de son prénom originel) est né à Kanazawa, à Honda-machi, dans le département d'Ishikawa. Il est le quatrième fils du physicien Suzuki Ryojun. Son nom bouddhiste signifie Grande Humilité, selon un idéogramme Kanji qui signifie aussi Très maladroit, et qui a été choisi par son maître zen Soen Shaku.
Bien que le bâtiment où il est né ait disparu, un petit monument en marque l'emplacement, composé d'un arbre au pied duquel se trouve un rocher a été placé. Né dans la classe des samouraïs alors déclinante, Suzuki est élevé par sa mère (liée au bouddhisme Jodo Shinshu) dans des conditions matérielles très modestes, après la mort de son père. Lorsqu'il est en âge de réfléchir sur son destin, il s'intéresse à plusieurs formes de religion. Son esprit naturellement philosophique tend à l'éloigner des cosmologies traditionnelles. À l'Université de Tokyo (Todai) il acquiert des connaissances approfondies en chinois, en sanskrit, en pali, mais il apprend également plusieurs langues européennes. Au temple Engaku-Ji, à Kamakura, il se familiarise avec la pratique Zen. Comme il devait le raconter par la suite dans un livre publié aux États-Unis, The training of the Zen buddhist Monk, il suivit là une vie de moine (mais sans jamais recevoir l'ordination de moine).
Pendant plusieurs années, il étudie auprès de l'universitaire Paul Carus, qui lui est présenté par Soyen Shaku. Carus, qui s'était installé aux États-Unis dans l'Illinois, avait en effet demandé de l'aide à Soyen Shaku pour traduire et publier des textes de la littérature spirituelle d'Extrême-Orient. Soyen Shaku recommande alors Suzuki pour ce travail.
Il se rend alors aux États-Unis, chez le professeur Carus, au Hegeler Carus Mansion, traduisant notamment le Tao Te King de l'ancien chinois, en anglais. C'est également dans l'Illinois que Suzuki commence ses Leçons sur le bouddhisme Mahayana (base essentielle du bouddhisme japonais). Il rédige une introduction pour un ouvrage de Carus (The Gospel of Buddha). Tout ce travail de Suzuki prend naturellement sa place dans l'essor des études sur le bouddhisme qui est en train de se développer dans le monde occidental depuis l’Ère Meiji.
En 1911, Suzuki épouse l'américaine Béatrice Erskine Lane, diplômée de l'Université de Radcliffe et théosophe liée notamment au mouvement Baha tant aux États-Unis qu'au Japon. Plus tard, Suzuki lui-même s'associera à la Société Théosophique Adyar et fut un théosophe actif.

### Carrière
Cette section ne s'appuie pas, ou pas assez, sur des sources secondaires ou tertiaires indépendantes du sujet.

Pour l'améliorer, ajoutez-en, ou placez des modèles {{Source secondaire souhaitée}} ou {{Source secondaire nécessaire}} sur les passages mal sourcés. (octobre 2022)
Avant de revenir au Japon comme professeur, Suzuki voyage en Europe. Lui et sa femme commencent à répandre leur enseignement sur le Bouddhisme Mahayana. Jusqu'en 1919, ils vivent dans une villa située à l'intérieur du domaine de l'Engaku-ji. Puis ils s'installent à Kyoto, où Suzuki est professeur à l'Université Otani à partir de 1921. Il fait alors la connaissance de Hoseki Shinichi Hisamatsu, un éminent universitaire lui aussi spécialisé dans l'étude du Bouddhisme. Il a avec lui de nombreux entretiens sur ce sujet dans le temple Myoshin. Suzuki et sa femme fondent la Société Bouddhiste de l'Est, centrée sur le Mahayana, et ils organisent de multiples séminaires et conférences. Ils créent aussi un journal universitaire, Le Bouddhisme de l'Est. En même temps, le chercheur maintient des contacts avec l'Occident, participant notamment, en 1936, au Congrès de la Foi organisé par l'Université de Londres.
Tout en donnant un enseignement sur la pratique du Zen et sur l'histoire du bouddhisme Zen, Suzuki est devenu aussi un expert concernant la philosophie Kegon qui, selon lui, fournissait une explication satisfaisante sur l'expérience du Zen. Il reçoit alors plusieurs distinctions honorifiques, comme la Médaille Nationale de la Culture.
Alors qu'il est toujours professeur de philosophie bouddhiste au milieu du XXe siècle, Suzuki écrit quelques-unes des plus célèbres introductions et analyses sur le bouddhisme, particulièrement à propos de l'école Zen. Le premier tome de ses Essais sur le bouddhisme zen remonte néanmoins à 1923, et deux autres volumes viendront s'y ajouter par la suite. Ces Essais, que l'on considère généralement comme le grand œuvre de Suzuki, furent traduits en français dès 1940. Après la guerre, Suzuki donne des conférences aux États-Unis, notamment en 1951, et enseigne à l'Université Columbia entre 1952 et 1957.
Suzuki est surtout intéressé par les premiers siècles où le Bouddhisme se constitua, notamment en Chine. De nombreux textes qu'il écrit en anglais interrogent le Chan (Zen chinois), notamment les textes de Biyan Lu et ceux des grands maîtres chinois. Il s'interroge sur la façon dont cette tradition fut introduite et interprétée au Japon, façonnant le caractère et l'histoire japonaises (voir son livre sur Le zen et la culture japonaise, non encore traduit en français). Mais il se distingue également comme traducteur du Sutra du Lankavatara et sur sa terminologie sanskrite. Il donne une traduction incomplète, en anglais, du Kyogyoshinsho, l’œuvre principale de Shinran, l'un des grands fondateurs du Bouddhisme du Jodo Shinshu. Cependant, sa conviction est que le Zen constituait la forme la plus accessible aux Occidentaux pour comprendre le Bouddhisme du Japon.
Suzuki s'intéresse également aux mystiques chrétiens, notamment à Maître Eckart, qu'il compare volontiers à des adeptes du Bouddhisme Jodo Shinshu comme Myokonin. Alors qu'il avait auparavant contribué à répandre la connaissance du Zen, Suzuki se rapproche à la fin de sa vie du Jodo Shinshu (ou Bouddhisme de la Terre Pure), affirmant notamment que de tous les développements que le Mahayana a connus en Extrême-Orient, « le plus remarquable est l'enseignement donné par le courant Jodo Shinshu » (in Buddah of infinite Light, 2002, p. 22).
En tant que professeur, il suit et encourage les travaux de chercheurs comme Saburo Hasegawa, Judith Tyberg et Alan Watts (spécialistes à l'Académie californienne des Études sur l'Asie), à San Francisco. Au cours de ses dernières années, il commence à explorer le bouddhisme Jodo Shinshu (majoritaire au Japon) qui avait été celui de sa mère et qui avait marqué son éducation.

## Critiques, débats et éloges

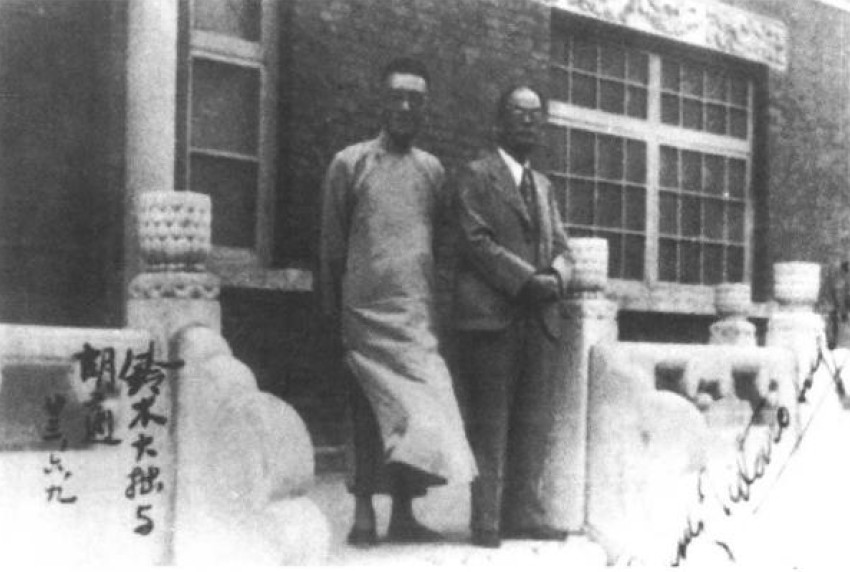
Hu Shih et Daisetz Teitora Suzuki en 1934.

De son vivant, Suzuki fut critiqué par le philosophe chinois Hu Shih, qui considérait le Chan (Zen chinois) comme une école parmi d'autres, tandis que Suzuki affirmait l'historialité du Zen (la continuité à travers les différences historiques et culturelles). Ce débat se tint au début des années cinquante.
Robert H. Sharf a écrit que « le caractère polémique de la philosophie de l'exception culturelle japonaise (nihonjinron) dans les travaux de Suzuki - caricature grotesque de l'Orient opposé à l'Occident - est sans nul doute la manifestation la plus notoirement inepte de ses penchants nationalistes ». Il met en doute les motivations de Suzuki en notant que « l'on est amené à soupçonner que l'effort continuel de Suzuki à apporter l'éveil bouddhiste à l'Occident est inextricablement lié à un mépris affecté pour l'Occident ».
Slavoj Žižek a très bien analysé l'idéologie du discours de Suzuki, et il retient spécialement certains textes Zen de Suzuki permettant au guerrier de tuer en toute tranquillité d'esprit. En France, le sinologue René Etiemble prétend que Suzuki avait déformé le Chan (le Zen tel qu'il est apparu en Chine). Suzuki a été partial dans ses études sur le zen en exposant le point de vue de l'école Rinzaï, mais pas celui de l'école Soto.
Toutefois, certains savants occidentaux, comme Heinrich Dumoulin, ont reconnu un certain degré de la dette aux travaux publiés de Suzuki, et, assez significativement, certaines des figures les plus importantes du XXe siècle ont fait son éloge sans réserve. Le grand psychanalyste Carl Gustav Jung a salué l'importance de l'apport de Suzuki : « Les travaux de Suzuki sur le Bouddhisme Zen comptent parmi les meilleurs, dans le champ d'étude du Bouddhisme. Nous ne pouvons pas être suffisamment reconnaissant envers cet auteur, d'abord pour avoir su rapprocher le Zen de la compréhension occidentale, ensuite, pour la façon dont il a su mener à bien cette tâche ». Suzuki sera lu aussi bien par Martin Heidegger, Karl Jaspers, que par le compositeur John Cage, et le mystique chrétien Thomas Merton, qu'il rencontra en 1964 et avec lequel il échangea une correspondance.
Néanmoins, la vue de Suzuki sur le bouddhisme zen est certainement bien à lui, comme le philosophe Charles A. Moore a dit : « Suzuki dans ses dernières années n'était pas seulement un journaliste du zen, pas seulement un exégète, mais aussi un contributeur significatif à l'élaboration du zen et de son enrichissement ». C'est ce que Nishitani Keiji a déclaré: « ... dans les activités du Dr Suzuki, le bouddhisme en est venu à posséder un sens de la marche se déplaçant avec un esprit de pionnier [...] Cela impliquait d'assumer la tâche de repenser, de réaffirmer et de recomposer le bouddhisme traditionnel afin de le transmettre aux occidentaux ainsi qu'aux Orientaux [...] Pour accomplir cette tâche, il est nécessaire d'être profondément absorbé dans la tradition, et en même temps de saisir le désir et la façon de penser dans le cœur des Occidentaux. À partir de là, de nouvelles possibilités doivent ouvrir l'étude du Bouddha Dharma qui doivent encore être trouvées dans l'histoire du bouddhisme. Jusqu'à maintenant, le Dr Suzuki a tracé presque à lui seul cette nouvelle voie bouddhiste. Il l'a fait au nom du monde bouddhiste dans son ensemble »[réf. nécessaire]. Si son approche fut surtout théorique et s'il ne fut jamais confirmé comme un maître zen, Suzuki apparaît comme un interprète et un passeur.

## Œuvres traduites en français
- Le non-mental selon la pensée zen, trad. de l'anglais par le Dr H. Benoît, Paris, Le Courrier du Livre, 1970, [The Zen Doctrine of No-Mind, 1949].
- Les Chemins du Zen, trad. de l'anglais par Vincent Bardet, Paris, Albin Michel, 1995 [The Awakening of zen, 1970].
- Essais sur le bouddhisme Zen. Séries I, II, III, trad sous la direction de Jean Herbert, Paris, Albin Michel, 2003 [Essays in Zen Buddhism, I : 1927 - II : 1933 - III : 1934].
- Derniers écrits au bord du vide, trad. de l'anglais et présenté par Philippe Moulinet, Paris, Albin Michel, 2010 [The Field of zen, 1969].